# 密拉特县

密拉特县（红色）在北方邦的位置

密拉特县（Meerut District）为印度北方邦密拉特专区辖县，行政中心驻密拉特市，领域面积共2,522平方千米，于1818年英属印度时期设立。根据2011年的统计数据，该县的人口为3,443,689，城镇化率是51.07%。
该县土壤肥沃，适合种植蔬菜和粮食作物。